# 히로시마역
히로시마역(일본어: 広島駅 히로시마에키[*])은 히로시마현 히로시마시 미나미구에 있는 JR 서일본의 역이다. 역전에 히로시마 전철의 '히로시마 역 정류장'(広島駅電停)이 있다. 많은 노선이 집결하는 터미널 역으로, 산요 신칸센의 모든 열차가 정차한다. ICOCA의 이용이 가능하다.
히로시마 시의 중심 역이지만, 시 중심부에서는 조금 떨어진 위치에 있다.

## 이용 가능한 철도 노선
- 서일본 여객철도(JR서일본) - 히로시마 역
  - 산요 신칸센
  - 산요 본선
  - 게이비 선
  - 구레선 (노선 명칭 상은 가이타이치역이 기점이지만 모든 열차가 히로시마 역에서 시종착한다.)
  - 가베 선 (노선 명칭 상은 요코가와역이 기점이지만 역시 모든 열차가 히로시마 역에서 시종착한다.)
- 히로시마 전철 - 히로시마 역 정류장
  - 히로시마 전철 본선 (운행 계통상은 1호선·2호선·5호선·6호선이 운행한다.)

ICOCA는 히로시마·오카야마 시내에서만 이용 가능하다.

## 역 구조

### 서일본 여객철도

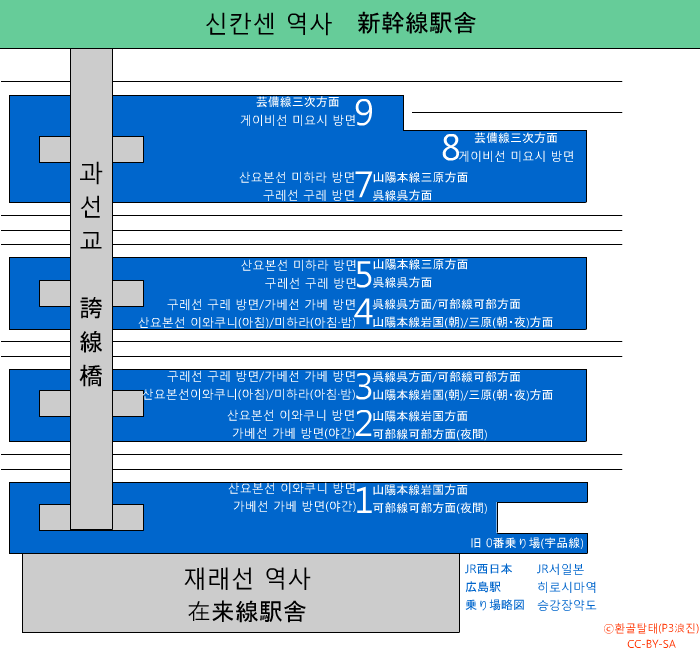
재래선 승강장 약도

신칸센은 2면 4선의 쌍섬식 승강장이고, 재래선은 4면 8선의 혼합식 승강장으로 되어 있다. 신칸센 역은 고가에 있고, 재래선 역은 지상에 있다.
남쪽과 북쪽에 출입구가 있으며, 역 북쪽에 신칸센 역사가 있어서 북쪽 출입구를 '신칸센구치'(新幹線口)로 부르며, 남쪽 출입구에는 딱히 별칭이 없이 미나미구치(南口)라고 불린다. 이 중 신칸센구치는 1975년의 산요 신칸센 개통 이전까지는 별칭 없이 '기타구치'(北口)로 불리고 있었기 때문에 현재도 현지 주민의 회화나 신문의 부동산 광고 등에서 기타구치라는 표현이 사용되고 있다. 실례로, 신칸센구치 근처의 히로시마 은행의 지점명은 아직도 '히로시마 역 기타구치 지점'(広島駅北口支店)으로 되어 있다. 또한, 재래선의 개찰구의 명칭이 '기타구치 개찰'이다.
히로시마시의 도시 정비의 일환으로서 1999년에 남쪽 역사인 '히로시마 역 빌딩'을 건설했다. 그러나 승강장을 건드리지 않고 역사만 건축한 것이어서 승강장은 변화하지 않았다. 또, 2006년 12월에 내부를 다시 개장했다.

#### 역사

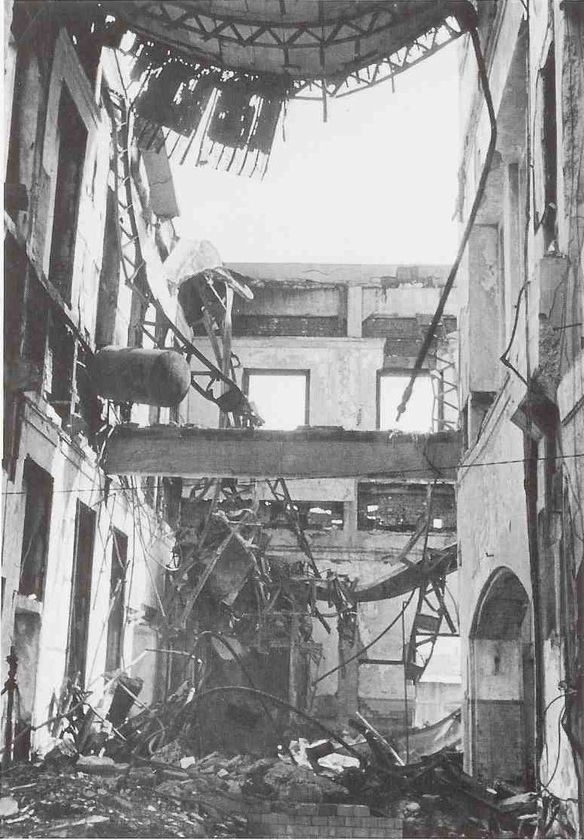
원폭에 의해 파괴된 내부.
1945년 10월 초.

남쪽 출입구(재래선)의 역사는 지하 1층·지상 7층 건물로 콘크리트 지상 역사이다. 1965년 12월에 준공해, 1999년 4월에 전면 개장했다. 대로에 접하는 입구는 리모델링 했지만, 뒤편은 완공 당초의 모습이다.
신칸센 출입구의 역사는 지상 3층 건물로 콘크리트 고가 역사이며, 옥상에 주차장이 설치되어 있다. 1975년 3월에 준공했다.

#### 승강장
| 재래선 승강장 (지상)  | 재래선 승강장 (지상) | 재래선 승강장 (지상) | 재래선 승강장 (지상)                                | 재래선 승강장 (지상)                                |
| --------------------- | -------------------- | -------------------- | --------------------------------------------------- | --------------------------------------------------- |
| 1·2                   | ■산요 본선           | (하행)               | 미야지마구치·이와쿠니·도쿠야마 방면                 | 미야지마구치·이와쿠니·도쿠야마 방면                 |
| 1·2                   | ■가베 선             | ■가베 선             | 오마치·미도리이·가베 방면                           | (야간)                                              |
| 3·4                   | ■구레 선             | ■구레 선             | 구레·히로·다케하라 방면                             | 구레·히로·다케하라 방면                             |
| 3·4                   | ■가베 선             | ■가베 선             | 오마치·미도리이·가베 방면                           | 오마치·미도리이·가베 방면                           |
| 3·4                   | ■산요 본선           | (하행)               | 미야지마구치·이와쿠니·도쿠야마 방면                 | (아침만)                                            |
| 3·4                   | ■산요 본선           | (상행)               | 사이조·시라이치·미하라 방면                         | (아침·심야만)                                       |
| 5·7                   | ■산요 본선           | (상행)               | 사이조·시라이치·미하라 방면                         | 사이조·시라이치·미하라 방면                         |
| 5·7                   | ■구레 선             | ■구레 선             | 구레·히로·다케하라 방면                             | 구레·히로·다케하라 방면                             |
| 8·9                   | ■게이비 선           | ■게이비 선           | 시모후카와·시와구치·미요시 방면                     | 시모후카와·시와구치·미요시 방면                     |
| 신칸센 승강장（고가） |                      |                      |                                                     |                                                     |
| 11·12                 | 산요 신칸센          | (하행)               | 신야마구치·고쿠라·하카타·구마모토·가고시마추오 방면 | 신야마구치·고쿠라·하카타·구마모토·가고시마추오 방면 |
| 13·14                 | 산요 신칸센          | (상행)               | 후쿠야마·오카야마·신오사카·도쿄 방면                | 후쿠야마·오카야마·신오사카·도쿄 방면                |

1번 승강장은 단선 승강장이고, 2·3번, 4·5번, 7·8·9번 승강장은 섬식 승강장이다. 8번 승강장은 7번 승강장 동단을 연장한 것이다. 6번 선로는 승강장이 없는 중선으로, 기관차나 열차의 입환등을 위해 드물게 사용된다.
승강장은 기본적으로 상기대로이지만, 각각 산요 본선 이와쿠니 방면은 1번 승강장, 산요 본선 사이조 방면은 5번선, 구레 선은 3, 7번 승강장, 가베 선은 4번 승강장, 게이비 선은 9번 승강장에서 발차하는 경우가 많다(2번 승강장은 당역 종착 후 입고하는 구레 선 열차의 하차용으로 사용되는 것이 많다). 화물 열차는 기본적으로 상행이 4번선이나 5번선, 하행이 2번선을 통과한다.(여객 열차의 통과도 마찬가지이다)
즉시 전용의 발착 신호기는 산요 본선(이와구니 방면)과 가베 선은 4번선, 산요 본선(후쿠야마 방면)과 구레 선은 3번선 밖에 없기 때문에 도착 후에 히로시마 운전소로 끌어올리지 않고 동방면으로 회차하는 열차는 모두 이러한 번선에 발착한다.
게이비 선의 열차는 현재는 8·9번 승강장만을 사용하고 있지만, 이전에는 급행 열차를 중심으로 7번 승강장도 사용하고 있었다. 현재는 임시 열차나 단체 수송등에서 산요 본선 이와쿠니 방면이나 가베 선에서 게이비 선으로의 직통열차가 운행되는 경우(반대 방향 경로의 경우는 신호 설비의 관계로 설정할 수 없다)나, 9번 승강장에서 이벤트 등에서의 차량의 전시를 하는 경우에 한해서 7번선이 사용된다.
또한 임시 침대 특급 '라이즈'가 운행되었을 때는 5번 승강장에서 출발하고, 2번 승강장에 도착했다.
옛 0번 승강장은 1번 승강장 동쪽의 맞은편을 연장하여 만든 터미널식 승강장으로, 선로가 1번 승강장을 파고드는 형태였다. 우지나 선의 승강장으로 사용되고 있었지만, 우지나 선이 폐지됨에 따라 수반하여 같이 폐지가 되었다. 현재, 선로 부분은 철거되어 주차장이 되어 있으며, 승강장의 안전선이 남겨져 있어서 여기가 승강장이었음을 현재도 알 수 있다.
옛 10번 승강장은 화물 취급 전용으로, 카 트레인의 자동차 하역 등이 행해지고 있었지만, 화물 열차의 폐지와 신칸센 역사의 주변 정비에 수반해 철거되었다. 9번 승강장의 북서쪽에 위치했으며, 소규모의 대피선을 가지는 부채꼴 모양의 승강장이었다, 애초에 과선교나 지하 통로로 접속되지 않고, 각종 안내 표시도 장착되지 않았다. 이 때문에 역 개찰구로부터 들어가지 못하고, 히로시마 역 서쪽의 고가 도로 하부, 신칸센 역사와 재래선 선로 전용 출입구를 사용하고 있었다.
신칸센은 민영화 당초까지 신오사카 · 도쿄 방면의 일부 열차가 12번선을 사용해 회차하고 있었다. 그 자취로, 시각표의 당역 구내도에는 현재도 '12번선 : 도카이도·산요 신칸센 하·상행'이라고 기재되어 있다(2008년 5월 기준).
신칸센 개통 전의 우등 열차의 호차 안내도 재래선 승강장에 남아 있다.

### 히로시마 전철
정류장은 남쪽 출입구 앞 광장에 있으며, 승차 승강장이 2면, 하차 승강장 3면이다. 승차 승강장은 JR 역 개찰구를 나와 직선의 위치에 있는 5호선이 사용하는 히지야마 선(미나미 선) 전용 승강장과, 좌측 후미진 장소로부터 발차하는 중심부 경유 계통이 사용하는 승강장으로 나뉘어 있다. 관광지가 많은 중심부 방면을 향하는 계통의 승강장이 후미진 곳에 있기 때문에 전차를 잘못 타지 않도록 주의해야 한다. 승차 승강장에는 카드 리더가 설치되어 있어 히로시마 지구 공통 카드나 하루 승차권을 통하면, 보통 철도로 말하는 '개찰'을 한 것이 되어 도착한 목적지로의 전차에 그대로 탈 수 있다. 또 하차 전용 승강장에서는 관계자가 가반식의 운임 상자를 사용해 운임 수수·집찰 업무를 실시한다. 이로써 1개의 열차의 한쪽 편 모든 도어로부터 입구, 출구에 관계없이 내릴 수 있다. 덧붙여 '출구'에서 내릴 때는 운전 기사, 차장에게 운임을 지불하고, '입구'에서 내릴 때는 승강장의 관계자에게 운임을 지불한다.
히로시마 전철의 각 전차 정류장 및 각 역은 장애인 시설 설치가 진행되고 있어 승강장 지붕, 노선 안내도, 시각표 및 전철 접근 표시기등이 설치되고 있다.

#### 운행 형태
- □ 0호선
- ■ 1호선
- ■ 2호선
- ■ 5호선
- ■ 6호선

## 이용 상황
2007년도의 승차 인원은 1일 평균 70,574명(JR 서일본, 2008). 이것은 JR 서일본 내 역에서 8위이고, 주고쿠·시코쿠 지방에서는 가장 이용자가 많다. 또한 히로시마 현 통계연감에 의하면, 2002~2006년도의 승차 인원은 이와 같았다.
- 69,557명(2002년도)
- 70,072명(2003년도)
- 69,781명(2004년도)
- 69,796명(2005년도)
- 70,162명(2006년도)
- 히로시마 전철 히로시마 역의 1일 평균 승강 인원수는 33,793명이다.(1999년도)

## 역 주변

### 남쪽 출입구측의 주된 시설
- 빅 카메라 베스트 히로시마점(구：베스트 전기 히로시마 본점)
- 윈즈 히로시마(JRA 장외 마권 매장)
- 히로시마 동(東) 우체국(옛 히로시마 중앙 우체국. 이전에는 이 우체국이 히로시마 지구 최대의 집배국이었다. 현재의 히로시마 중앙 우체국이 생기고 나서 명칭 변경)
- 후타바 도서 GIGA 히로시마 역전점
- 히로시마 풀 포커스 빌딩
- 신히로시마 시민 구장

### 신칸센 출입구(북쪽 출입구)측의 주된 시설
- 호텔 그란뷔아 히로시마
- 히로시마 철도 병원
- 서일본 여객철도 히로시마 지사
- 히로시마 시 히가시 구청
- 히로시마 고속도로 5호선(건설중) 히로시마 역 기타구치(가칭)
- 히로시마 현 세토우치 고등학교

## 역사

### JR서일본
- 1894년 6월 10일 - 산요 철도 사키~히로시마간의 개통시에 개업. 일반역.
- 1897년 5월 1일 - 관립 철도(후의 우지나 선)이 개통.
- 1897년 9월 25일 - 산요 철도선이 도쿠야마역까지 개통.
- 1906년 12월 1일 - 산요 철도의 국유화에 의해 국철의 역이 된다.
- 1920년 7월 15일 - 게이비 철도선(현재의 게이비 선)이 화물선으로서 노선 연장.
- 1926년 1월 21일 - 게이비 철도 히로시마 역이 여객 영업 개시.
- 1937년 7월 1일 - 게이비 철도 국유화, 국철 게이비 선이 된다.
- 1945년 8월 6일 - 원폭 투하에 의해 철골 철근 구조의 역사가 대파.
- 1965년 12월 - 현 역사 완공(당시는 히로시마 민중역으로 불리고 있었다).
- 1969년 3월 1일 - 화물 취급 업무를 신설의 히가시히로시마역에 이관해 폐지.
- 1972년 4월 1일 - 우지나 선 폐지.
- 1975년 3월 10일 - 산요 신칸센 개통. 북쪽 출입구를 신칸센구치로 명칭 변경.
- 1987년 4월 1일 - 국철 분할 민영화에 의해 서일본 여객철도의 역이 된다.
- 1999년 4월 8일 - 남쪽 출입구를 전면 개장. 역건물 세입자가 'ASSE'로 명칭 변경.
- 2005년 2월 27일 - 히로시마 역 신칸센 개찰구에 자동 개찰기를 도입.
- 2007년 4월 14일 - 히로시마 역 북쪽 출입구 개찰구에 IC 교통 카드에 대응한 자동 개찰기를 도입. 이후,4월말까지 히로시마 역의 모든 개찰구에 설치.
- 2007년 9월 1일 - IC 교통 카드 ICOCA 사용 개시.

### 히로시마 전철
- 1912년 11월 23일 - 본 역 앞 전차 정류장으로서 개업.
- 1960년 3월 30일 - 히로시마 역 앞 전차 정류장으로 개칭.
- 2001년 11월 1일 - 히로시마 역 전차 정류장으로 개칭.
- 2008년 11월 25일 - 발차 멜로디를 도입.